# Península de Yucatán

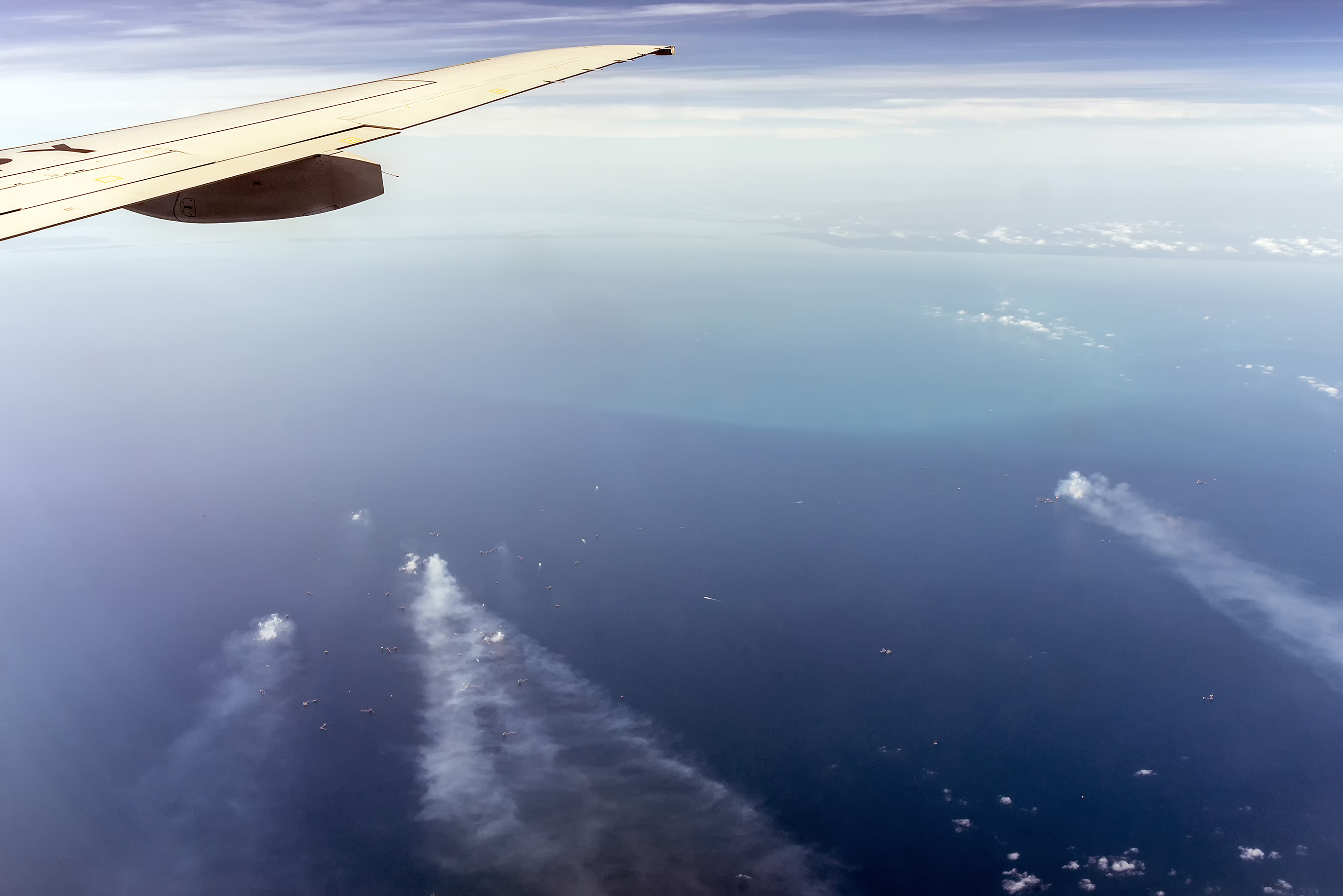
Cantarell

La península de Yucatán, del Iucatan o del Iucacatan (formes catalanitzades), localitzada al punt de trobada entre l'Amèrica del Nord i l'Amèrica Central, separa el mar Carib del golf de Mèxic. Abasta els estats mexicans de Yucatán, Quintana Roo i Campeche (que abans conformaven un sol estat de la federació mexicana), una porció del nord de Belize i el departament guatemalenc del Petén. La península coincideix amb l'àrea d'influència de l'antiga civilització maia prehispànica. Els pobles maies encara habiten aquestes regions, i el maia yucatec, la principal de les llengües maies, encara s'hi parla.
Segons el mite popular, el nom de Yucatán prové de la frase maia Iuk ak katan ("No entenc la teva llengua"), suposadament la resposta dels maies nadius als exploradors espanyols quan aquests van preguntar quin era el nom del territori.
A la península del Yucatán hi ha més de mil cenotes, entre els quals destaquen el cenote sagrat de les ruïnes de Chichén Itzá, l'Ik Kil molt a prop de l'anterior, Xlacah (poble vell), Kankirixche (arbre del fruit groc) i X'Kekén i Samulá localitzat a Dzitnup, a 7 km de Valladolid.
La península té aproximadament 181.000 km², amb un relleu baix i està compost gairebé tot per pedra calcària porosa.
La península es troba a l'est de l'istme de Tehuantepec, el punt més estret de Mèxic que separa l'oceà Atlàntic, incloent el golf de Mèxic i el mar Carib, de l'oceà Pacífic. Alguns consideren que l'istme és el límit geogràfic entre Amèrica Central i la resta d'Amèrica del Nord, situant la península a Amèrica Central. Políticament tot Mèxic, inclòs el Yucatán, es considera generalment part d'Amèrica del Nord, mentre que Guatemala i Belize es consideren part d'Amèrica Central.

## Etimologia
La derivació adequada de la paraula Yucatán és àmpliament debatuda. L'historiador franciscà del segle XVII Diego López de Cogolludo ofereix dues teories en particular. En la primera, Francisco Hernández de Córdoba, arribat per primera vegada a la península l'any 1517, va preguntar el nom d'un determinat assentament i la resposta en Yukatek va ser "no entenc", cosa que va sonar a yucatán als espanyols. Hi ha moltes possibilitats del que podrien haver dit els nadius, entre les quals " mathan cauyi athán ", " tectecán ", " ma'anaatik ka t'ann " i " ci u t'ann ".
Aquesta història la va explicar per primera vegada Hernán Cortés a les seves cartes a Carles V. Els historiadors posteriors del segle XVI Motolinia i Francisco López de Gómara també repeteixen aquesta versió. En algunes versions l'expedició no és la capitanejada per Còrdova sinó la que un any després va capitanejar Juan de Grijalva. La segona teoria important és que el nom està d'alguna manera relacionat amb el cultiu de la mandioca, tal com va escriure Bernal Díaz del Castillo. Altres teories afirmen que és un derivat de la paraula tabascana chontal yokat'an que significa parlant de la llengua Yoko ochoco, o un terme nàhuatl incorrecte yokatlan com suposadament "lloc de riquesa" (yohcāuh no es pot combinar amb tlán).

## Història

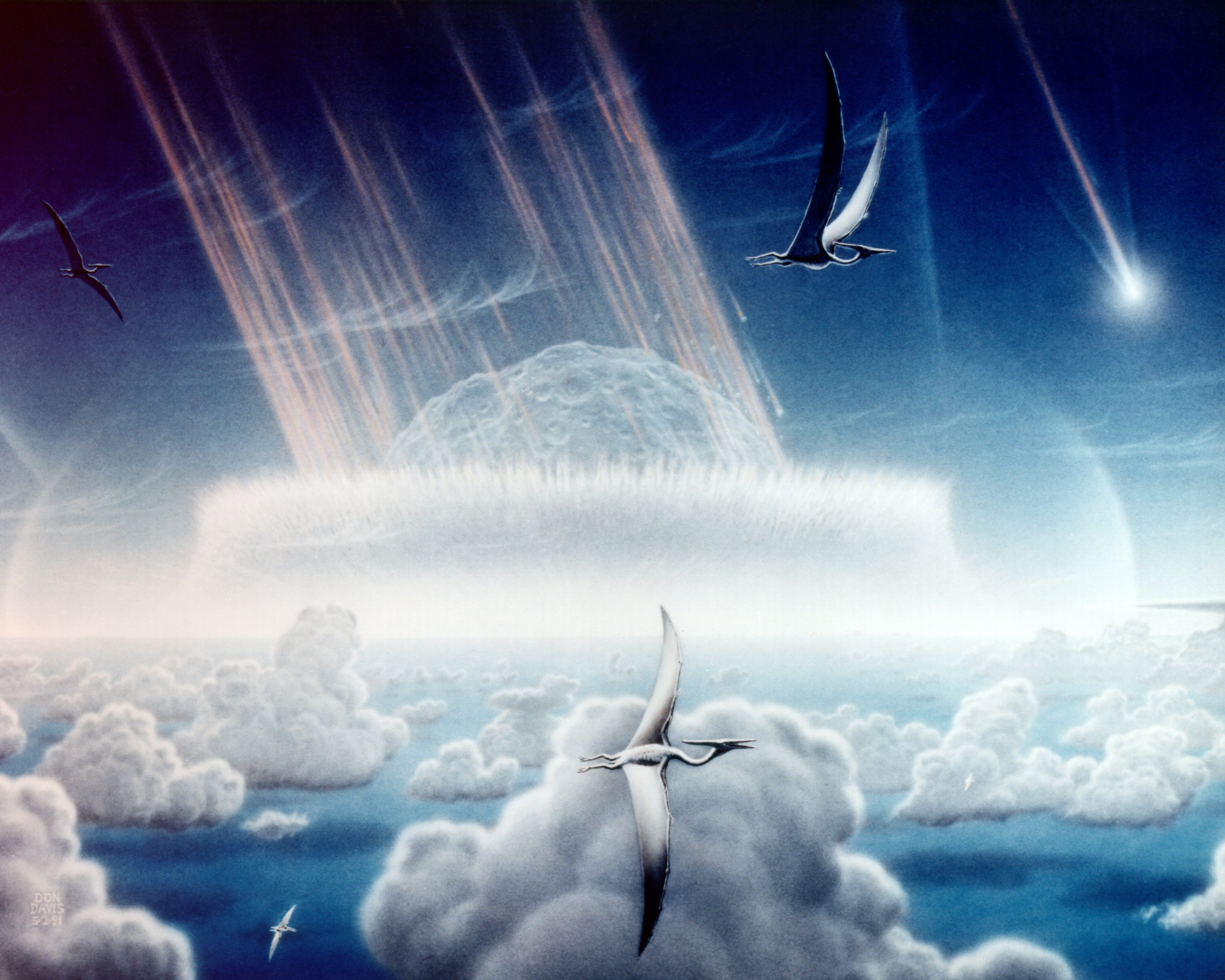
Impressió artística de l'asteroide xocant contra els mars tropicals i poc profunds de la península de Yucatán, rica en sofre, al que avui és el sud-est de Mèxic.Es creu que les conseqüències d'aquesta immensa col·lisió d'asteroides, que es va produir fa aproximadament 66 milions d'anys, van provocar l'extinció massiva de dinosaures i moltes altres espècies a la Terra. L'impacte va llançar centenars de milers de milions de tones de sofre a l'atmosfera, produint un apagament mundial i temperatures de congelació que van persistir durant almenys una dècada.

### Prehumà
La península de Yucatán és el lloc de l'impacte del Cràter de Chicxulub, que es va crear fa 66 milions d'anys fa per un asteroide d'uns 10 a 15 quilòmetres (6 a 9 milles) de diàmetre al final del període Cretaci.

### Prehistòria
L'any 2020, una expedició arqueològica submarina liderada per Jerónimo Avilés va excavar la cova Chan Hol, prop del jaciment arqueològic de Tulum, a l'estat de Quintana Roo a la península, i va descobrir l'esquelet d'una dona d'uns 30 anys d'edat que va viure fa almenys 9.900 anys. Segons les mesures craniomètriques, es creu que el crani s'ajusta al patró mesocefàlic, com els altres tres cranis que es troben a les coves de Tulum. Tres cicatrius diferents al crani de la dona mostraven que va ser colpejada amb alguna cosa dura i que li van trencar els ossos del crani. El seu crani també tenia deformacions semblants a cràter i deformitats de teixit que semblaven ser causades per un parent bacterià de la sífilis.
Segons l'investigador principal de l'estudi Wolfgang Stinnesbeck, "Sembla que aquesta dona ha passat un moment molt difícil i un final extremadament infeliç de la seva vida. Òbviament, això és especulatiu, però donats els traumes i les deformacions patològiques del seu crani, sembla un escenari probable que hagi estat expulsada del seu grup i hagi estat assassinada a la cova, o que es va quedar a la cova per morir-hi”. L'esquelet recentment descobert es trobava a 140 metres del lloc de Chan Hol 2. Tot i que els arqueòlegs van suposar que els bussejadors van trobar les restes del Chan Hol 2 desaparegut, l'anàlisi va demostrar que aquestes suposicions eren errònies en poc temps. Stinnesbeck va comparar els nous ossos amb fotografies antigues de Chan Hol 2 i va demostrar que els dos esquelets representen individus diferents.
A causa de les seves característiques distintives, el coinvestigador de l'estudi Samuel Rennie suggereix l'existència d'almenys dos grups morfològicament diversos de persones que vivien per separat a Mèxic durant la transició del Plistocè a l'Holocè.

### Civilització maia

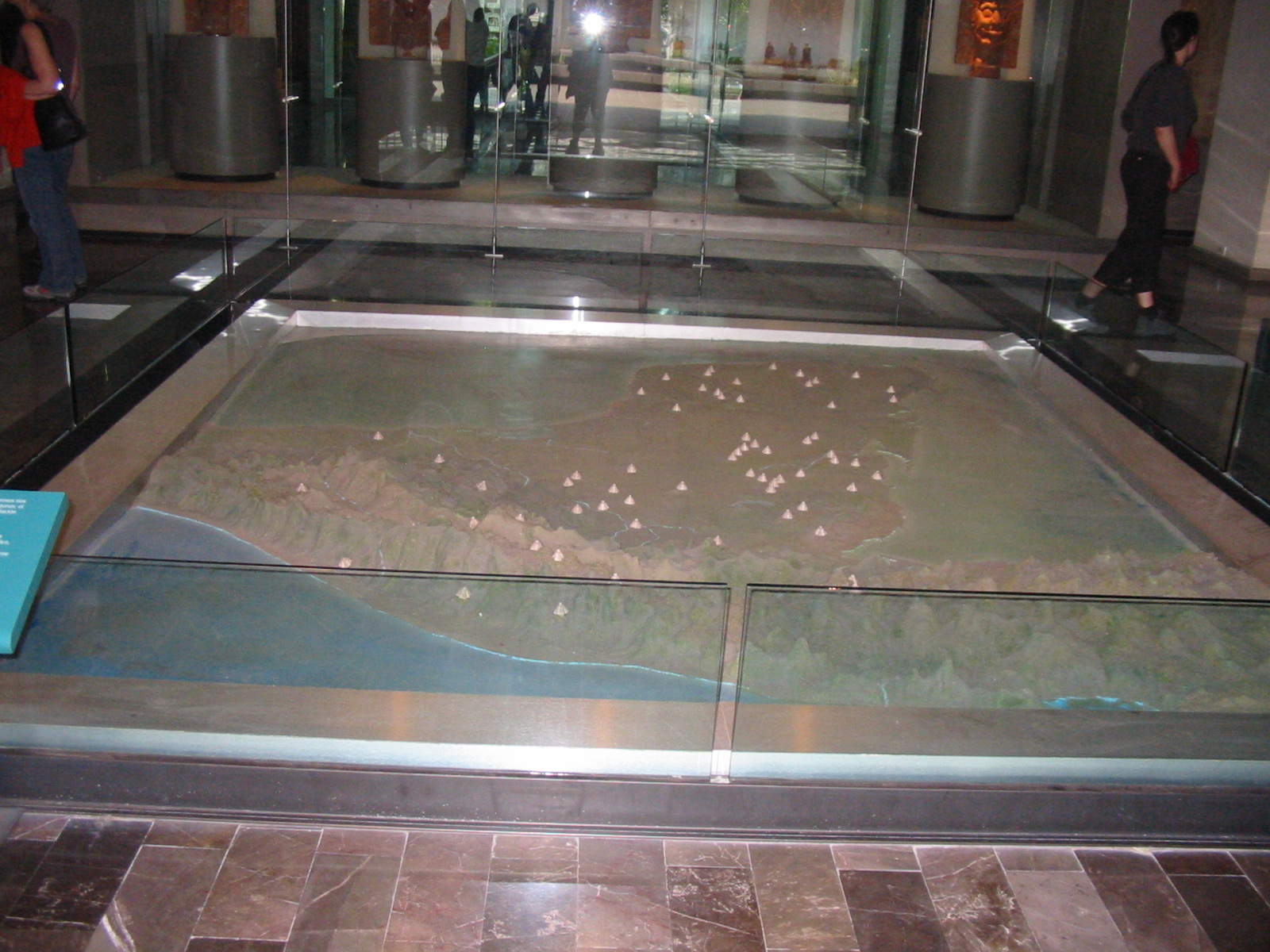
Mapa en relleu de la península de Yucatán que mostra els principals jaciments arqueològics maies.

La península de Yucatán constitueix una proporció significativa de les antigues terres baixes maies i va ser la ubicació central de la civilització maia. La cultura maia també es va estendre al sud de la península de Yucatán fins a Guatemala, Hondures i les terres altes de Chiapas. Hi ha molts jaciments arqueològics maies a tota la península; alguns dels més coneguts són Chichén Itzá, Cobá, Tulum i Uxmal. Els maies indígenes i els mestissos d'ascendència maia parcial constitueixen una part important de la població de la regió, i les llengües maies s'hi parlen àmpliament.

## Geologia

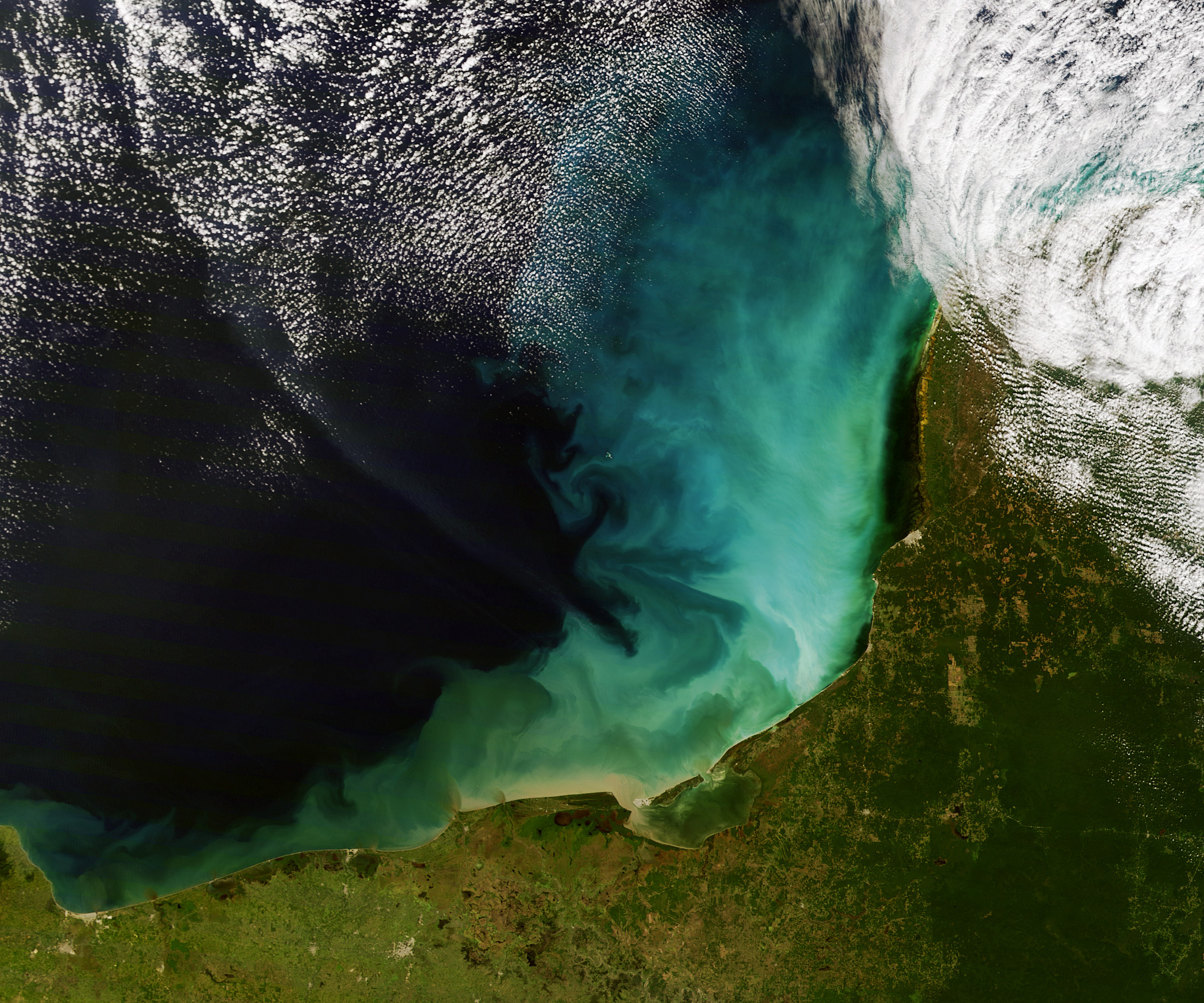
Sediment a la península de Yucatán

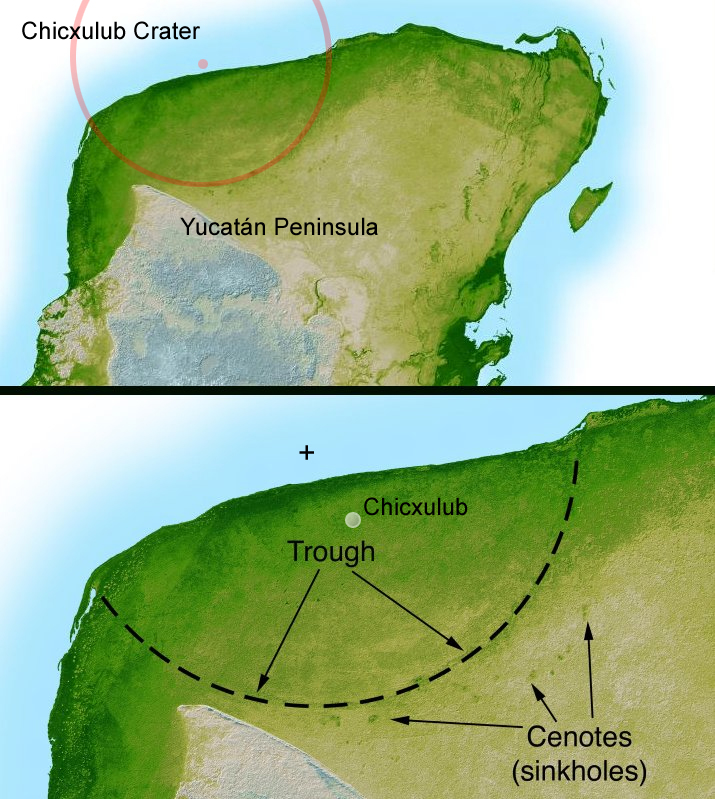
Localització de l'"Anell de Cenotes" a la península de Yucatán

La península és la part exposada de la plataforma més gran de Yucatán, tota composta per roques carbonatades i solubles, essent majoritàriament calcàries, encara que també hi ha dolomita i evaporites a diverses profunditats. Tota la península de Yucatán és un paisatge càrstic pla i il·limitat. Els forats, coneguts localment com a cenotes, estan molt estesos a les terres baixes del nord.
Segons la hipòtesi d'Alvarez, l'extinció massiva dels dinosaures no aviaris en la transició del període Cretaci al Paleogen, fa 66 milions d'anys va ser causada per un impacte d'asteroides en algun lloc de la gran conca del Carib. El cràter de Chicxulub profundament enterrat es troba al centre de la costa nord de la península, prop de la ciutat de Chicxulub. L'ara famós "Anell de cenotes", una estructura geològica composta per dolines disposades en semicercle, descriu una de les ones de xoc d'aquest esdeveniment d'impacte a la roca d'uns 66 milions d'anys. L'existència del cràter s'ha recolzat per proves que inclouen l'esmentat "Anell de cenotes", així com la presència de restes d'impacte com ara quars xoc i tectites, un tipus de vidre format durant els impactes de meteorits.
L’Arrowsmith Bank és un banc submergit situat a l'extrem nord-est de la península.

## Clima
La península té un clima tropical, que va des de semiàrid al nord-oest fins a humit al sud. La pluviometria mitjana anual oscil·la entre menys de 800 mm a les parts més seques del nord-oest fins a 2000 mm a la conca del Petén al sud. Les pluges varien estacionalment, amb agost i setembre en general com els mesos més plujosos.
Com gran part del Carib, la península es troba dins del cinturó d'huracans de l'Atlàntic, i amb el seu terreny gairebé uniformement pla és vulnerable a aquestes grans tempestes que vénen de l'est, i la zona ha estat devastada per molts huracans, com l'huracà Gilbert, huracà. Emily, l'huracà Wilma i l'huracà Dean.
Les tempestes fortes anomenades nortes poden descendir ràpidament a la península de Yucatán en qualsevol època de l'any. Tot i que aquestes tempestes assoten la zona amb fortes pluges i forts vents, solen ser de curta durada, i s'aclareixen després d'aproximadament una hora. El percentatge mitjà de dies amb pluja al mes oscil·la entre un mínim mensual del 7% a l'abril i un màxim del 25% a l'octubre. Les brises poden tenir un efecte de refredament, la humitat és generalment alta, especialment a les zones restants de la selva tropical.

## Recursos hídrics
A causa de l'extrema naturalesa càrstica de tota la península, la meitat nord està desproveïda de rius. On hi ha llacs i pantans, l'aigua és pantanosa i generalment no potable. A causa de la seva ubicació costanera, tota la península està subjacent per un extens aqüífer litoral estratificat de densitat contigua, on una lent d'aigua dolça formada a partir d'aigua meteòrica flota sobre l'aigua salina intrusa dels marges costaners. Els milers de dolines conegudes com a cenotes a tota la regió proporcionen accés al sistema d'aigües subterrànies. Els maies antics i contemporanis han confiat durant molt de temps als cenotes.

## Ecologia
La vegetació i les comunitats vegetals de la península varien de nord a sud. Els boscos secs de Yucatán ocupen la península seca del nord-oest, i inclouen boscos secs i matollars i matolls de cactus. Els boscos humits de Yucatán es troben a la meitat i l'est de la península, i es caracteritzen per boscos semi-caducifolis on entre el 25 i el 50% dels arbres perden les fulles durant l'estació seca d'estiu. Els boscos de pi de Belize es troben en diversos enclavaments al centre de Belize. La part més al sud de la península es troba a l'ecoregió de boscos humits de Petén–Veracruz, una selva tropical de fulla perenne.
El nord de Guatemala (El Petén), Mèxic (Campeche i Quintana Roo) i l'oest de Belize encara estan ocupats per les extensions continues més grans de selva tropical d'Amèrica Central. No obstant això, aquests boscos estan patint una gran desforestació.
Els manglars es troben al llarg de la costa, amb els manglars d'Usumacinta al voltant de la Laguna de Términos al sud-oest, els manglars de Ría Lagartos al llarg de la costa nord de la península i els manglars del Corredor Maia i els manglars de la costa de Belize a l'est al llarg del mar Carib.
El sistema de barrera d'esculls mesoamericà és una immensa barrera de corall que s'estén per més de 1.100 km al llarg de la costa oriental de la península.
A finals de l'època històrica i inicis de l'època moderna, la península de Yucatán era en gran part una zona de ramaderia, tala, xicle i producció de henequen. Des de la dècada de 1970, la península de Yucatán ha reorientat la seva economia cap al turisme, especialment a l'estat mexicà de Quintana Roo. A part del turisme, una altra font d'ingressos important a la península és la tala, així com les indústries de xicle específicament a Belize. També es va trobar petroli a determinades parts del Yucatán, la qual cosa va aportar més oportunitats econòmiques. Antigament un petit poble de pescadors, Cancun, al nord-est de la península, s'ha convertit en una ciutat pròspera. La Riviera Maya, que s'estén al llarg de la costa est de la península entre Cancun i Tulum, alberga més de 50.000 llits. Els llocs més coneguts són l'antic poble pesquer de Playa del Carmen, els parcs ecològics Xcaret i Xel-Há i les ruïnes maies de Tulum i Cobá.

## Economia

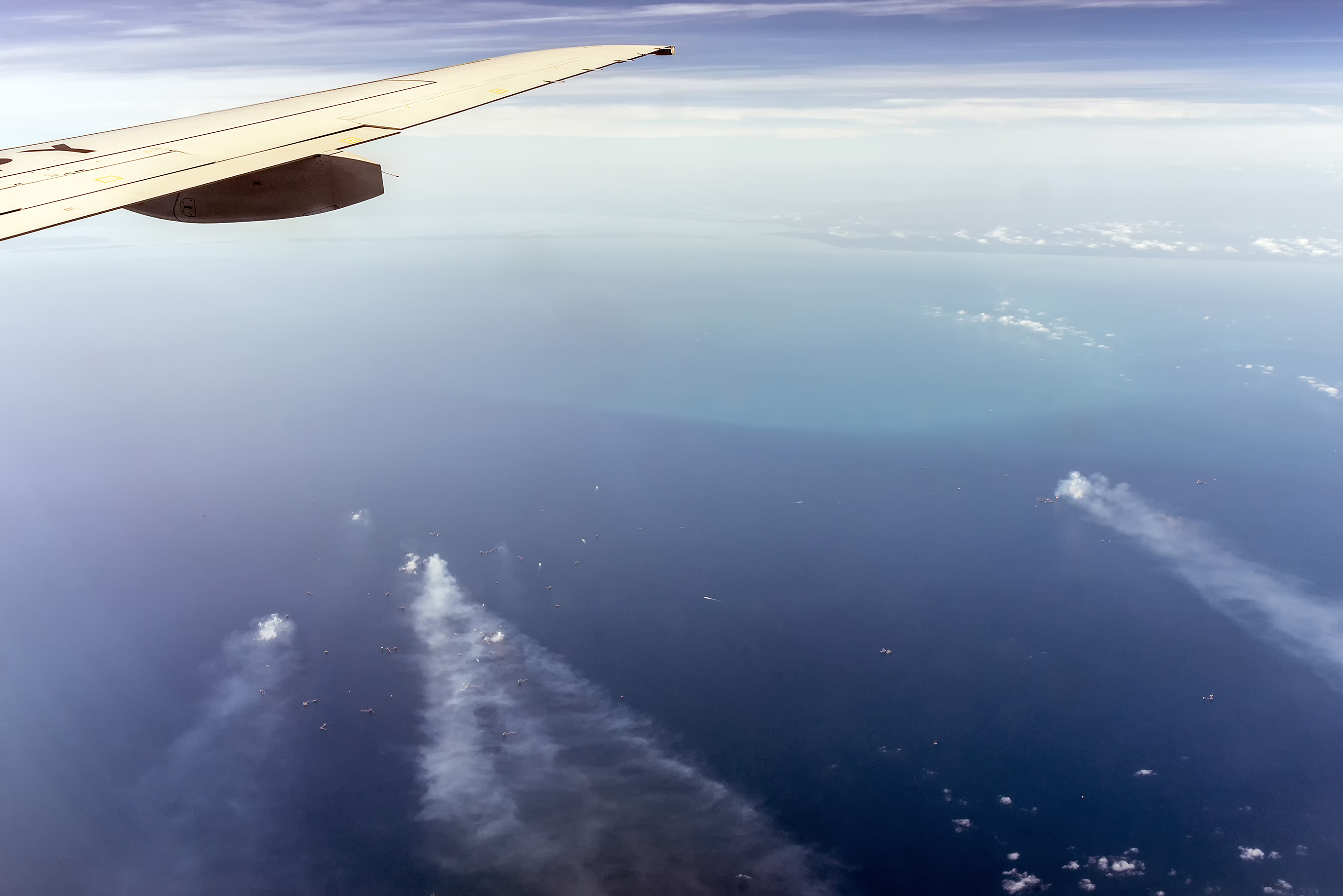
Cantarell